# جيمي إيت وورلد
جيمي إيت وورلد (بالإنجليزية: Jimmy Eat World)‏ فرقة روك أميركية أمريكية تشكلت عام 1993 في مدينة ميسا بولاية أريزونا الأميركية والفرقة تتكون من جيم أدكنز (Jim Adkins) على القيثارة الرئيسية والغناء وزاك لِند (Zach Lind) على الطبول وتوم لِنْتُن (Tom Linton) على قيثارة الإيقاع والغناء وريك بُرتش (Rick Burch) على القيثارة البيس.

## وصلات خارجية
- جيمي إيت وورلد على موقع IMDb (الإنجليزية)
- جيمي إيت وورلد على موقع ميوزك برينز (الإنجليزية)
- جيمي إيت وورلد على موقع رولينغ ستون (الإنجليزية)
- جيمي إيت وورلد على موقع أول ميوزيك (الإنجليزية)
- جيمي إيت وورلد على موقع ديسكوغز (الإنجليزية)

- الموقع الإلكتروني